# العقد الدولي للحد من الكوارث الطبيعية
العقد الدولي للحد من الكوارث الطبيعية (IDNDR) حددته الجمعية العامة للأمم المتحدة في عقد التسعينيات.
كان هدفها الأساسي هو تقليل الخسائر في الأرواح وتدمير الممتلكات والاضطراب الاجتماعي والاقتصادي الناجم عن الكوارث الطبيعية ، مثل الزلازل وموجات التسونامي والفيضانات والانهيارات الأرضية والانفجارات البركانية والجفاف وتفشي الجراد والكوارث الأخرى ذات الأصل الطبيعي.
أطلقت الأمم المتحدة عقداً دولياً للحد من الكوارث الطبيعية ، بدأ في 1 يناير 1990 ، عقب اعتماد القرار رقم 44/236 (22 ديسمبر 1989). كان الهدف من العقد هو الحد من الخسائر في الأرواح وتدمير الممتلكات والاضطرابات الاجتماعية والاقتصادية الناجمة عن الكوارث الطبيعية ، وذلك من خلال العمل الدولي المتضافر ، وخاصة في البلدان النامية. لدعم أنشطة العقد ، تم إنشاء أمانة عامة في مكتب الأمم المتحدة في جنيف ، بالتعاون الوثيق مع UNDRO.

## روابط خارجية
- UNISDR
- UNISDR المكتب الإقليمي للأمريكتين
- قاية
- ProVention Consortium at the Library of Congress (نسخة محفوظة 2001-11-16)
- منصة الاسترداد الدولية
- موقع الحد من الكوارث للأطفال والشباب
- HFA Pedia
- stopdisastersgame.org